# سيمي برو
سيمي برو (بالإنجليزية: Semi-Pro)‏ هو فيلم كوميدي تم إنتاجه في الولايات المتحدة وصدر في سنة 2008.

## بطولة
- ويل فيرل
- وودي هارلسون
- أندري بينجامين
- مورا تيرني
- ديفيد كويشنير

## الميزانية والإيرادات
بلغت تكلفة إنتاج الفيلم حوالي 55 مليون دولار بينما حقق أرباحا تقدر بـ 43,884,904 دولار.

## وصلات خارجية
- سيمي برو على موقع IMDb (الإنجليزية)
- سيمي برو على موقع ميتاكريتيك (الإنجليزية)
- سيمي برو على موقع روتن توميتوز (الإنجليزية)
- سيمي برو على موقع نتفليكس (الإنجليزية)
- سيمي برو على موقع قاعدة بيانات الأفلام العربية
- سيمي برو على موقع ألو سيني (الفرنسية)
- سيمي برو على موقع Turner Classic Movies (الإنجليزية)
- سيمي برو على موقع أول موفي (الإنجليزية)
- سيمي برو على موقع بوكس أوفيس موجو (الإنجليزية)
- سيمي برو على موقع فيلمافينيتي (الإسبانية)

1. ↑  وصلة مرجع: http://www.the-numbers.com/movie/Semi-Pro. الوصول: 8 أبريل 2016.
2. ↑  وصلة مرجع: http://www.filmaffinity.com/es/film125140.html. الوصول: 8 أبريل 2016.
3. ↑  وصلة مرجع: http://www.imdb.com/title/tt0839980/. الوصول: 8 أبريل 2016.